# Goniothalamus holttumii
Goniothalamus holttumii är en kirimojaväxtart som beskrevs av James Sinclair.
Goniothalamus holttumii ingår i släktet Goniothalamus och familjen kirimojaväxter. IUCN kategoriserar arten globalt som sårbar. Inga underarter finns listade i Catalogue of Life.